# 多加玛尕墓地
多加玛尕墓地，位于中国青海省循化县文都乡拉兄村，为青海省市县级文物保护单位，公布日期为1987年6月10日，类型为古墓葬。
多加玛尕墓地的历史年代为卡约文化。